# Esport extrem

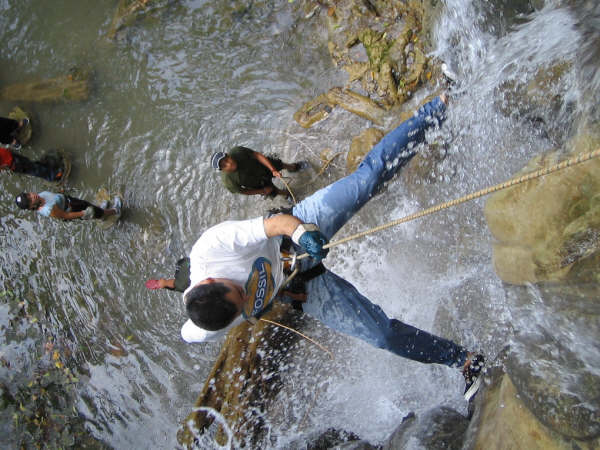
Ràpel en cascada, Tapijulapa, Mèxic.

Els esports de risc, extrems o d'aventura són aquells esports on predomina un element de perills controlats. El risc es pot generar fruit de la mateixa activitat esportiva (caigudes, etc.), o de la incertesa de les condicions ambientals (meteorologia, estat de la mar, etc.). Aquests tipus d'activitats esportives tenen lloc en el medi natural i aquest entorn té un paper fonamental per al seu desenvolupament. En molts casos es tracta de pràctiques esportives recents i que utilitzen enginys i tècniques innovadores tant en terra, aire com a l'aigua.
Òbviament, definir quins esports són de risc és subjectiu: per exemple, no se sol classificar el futbol com a esport d'aventura, tot i que hi ha un risc molt alt de patir lesions. Algunes modalitats d'alpinisme i escalada, el paracaigudisme, etc., són els exemples més clàssics d'esports d'aventura, tot i que en els darrers anys han sorgit gran nombre d'esports de risc.
Bé sigui d'una manera organitzada o lliure, la seva pràctica porta associat un grau d'incertesa que no tenen altres esports més reglamentats i limitats en l'espai. Aquest element d'incertesa ha resultat un estímul a l'hora de popularitzar-los. La falta d'un organisme federatiu aglutinador ha fomentat la seva dispersió organitzativa i falta d'una llista precisa dels esports que en formen part.
Finalment, els esports extrems són totes aquelles activitats d'oci o professionals amb un component esportiu que comparteixen una real o aparent perillositat per les condicions difícils o arriscades en què es practiquen. 

## Característiques

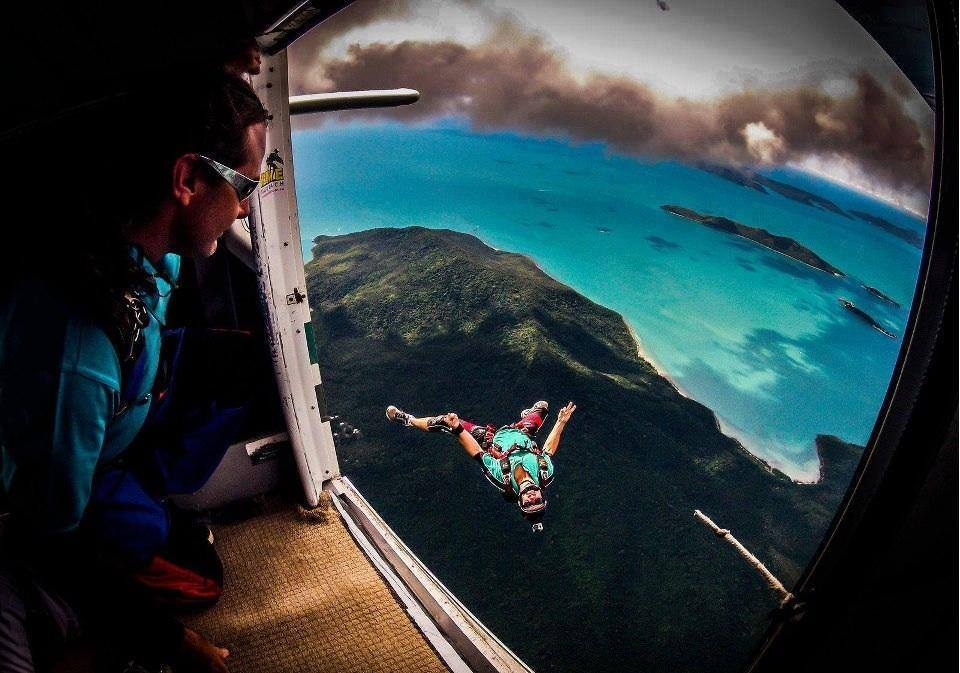
Paracaigudisme

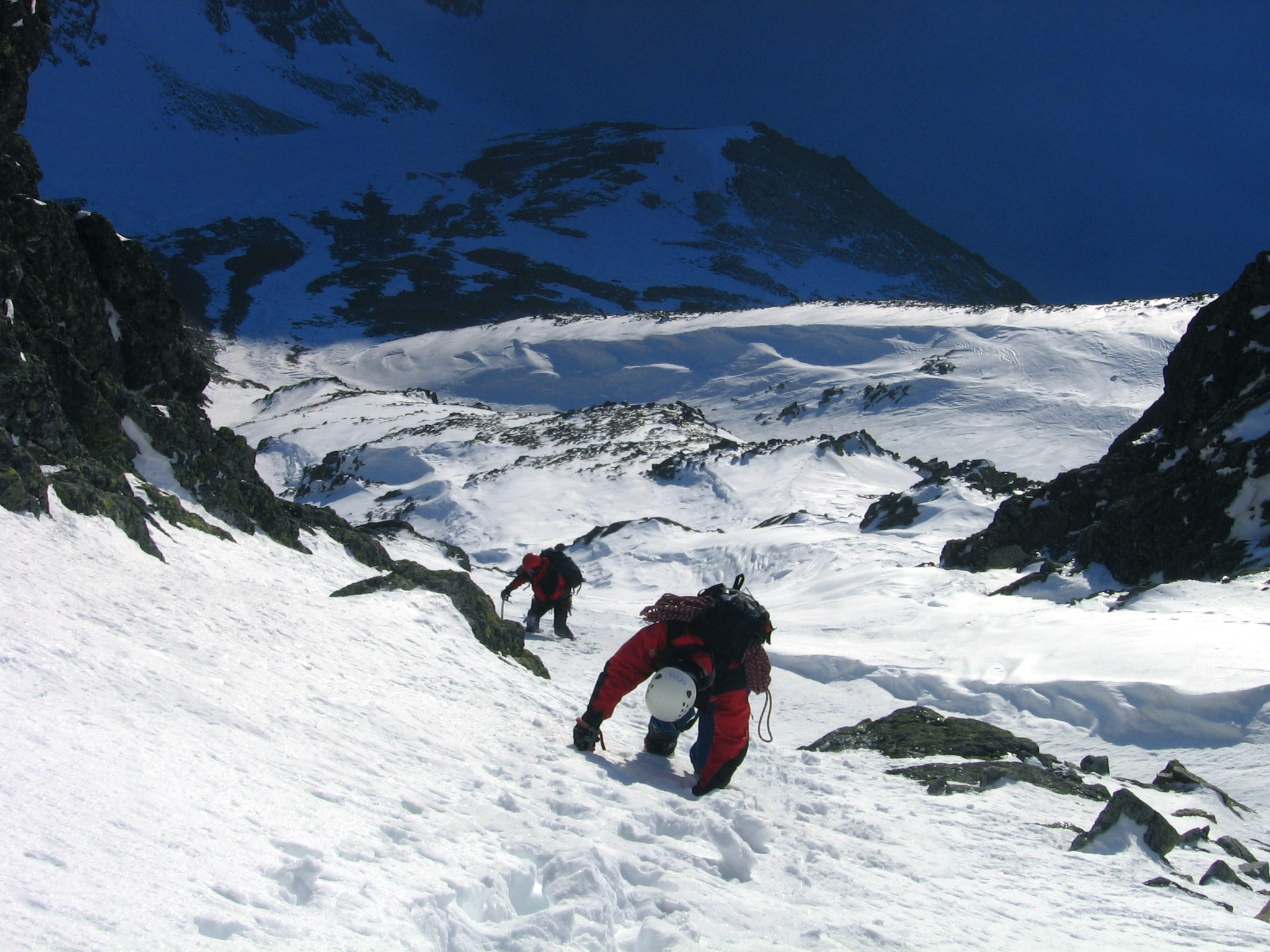
Dos alpinistes baixen un barranc a les muntanyes Tatra

La seva característica principal és l'existència d'un risc que pugui posar en perill la integritat física i la vida de la persona que el practica. També es caracteritza per l'aplicació de tècniques i destreses per a preservar la integritat i la condició psicòloga de desafiament o repte.
Un esport, no considerat extrem, es pot definir així si es practica sota condicions especials o circumstàncies particulars habituals en ell. Per exemple, l'escalada en roca a uns centímetres del sòl ( escalada en bloc) no es considera "esport extrem", però si es realitza en una paret vertical rocosa a diversos metres d'altura, llavors sí se li aplica el terme.
Els esports extrems tenen diverses característiques com:
- No hi ha reglamentació fixa.
- No hi ha horari específic.
- Les pràctiques varien el ritme i la intensitat.
- Els esports són originals i creatius.
- Hi ha una constant recerca de plaer i satisfacció.
- Sensacions de risc i aventura.
- Necessitat d'autorealització.
- Satisfacció de preferències.
- Sensació de llibertat
- Control d'emocions.
- Compromís personal.
- Alliberament psíquica i física.
- Recerca de nous reptes.
- Exteriorització de l'estrès.
- Desenvolupament d'una pràctica diferent.
- Influència de modes.
- Sensació d'autoconeixement i automotivació
- Sensació de superació contra l'adversitat.

## Alguns tipus d'esports de risc

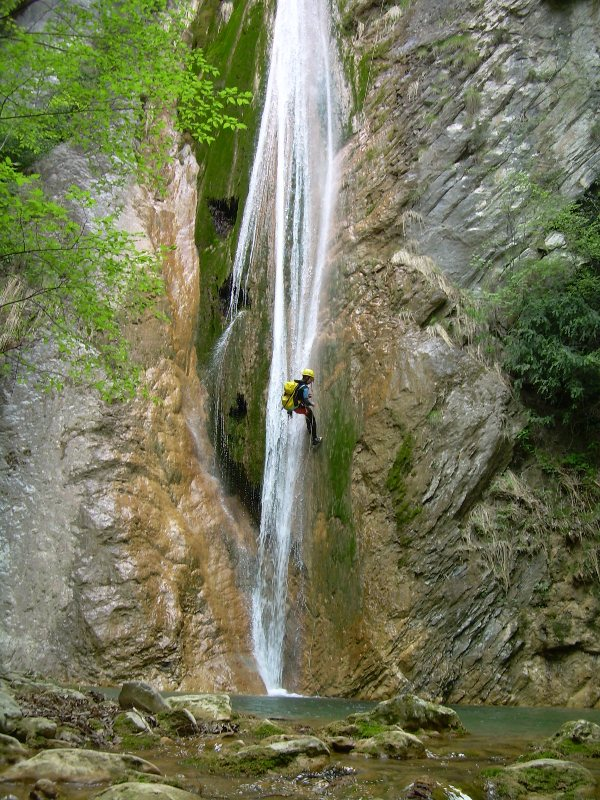
Descens en rappel.

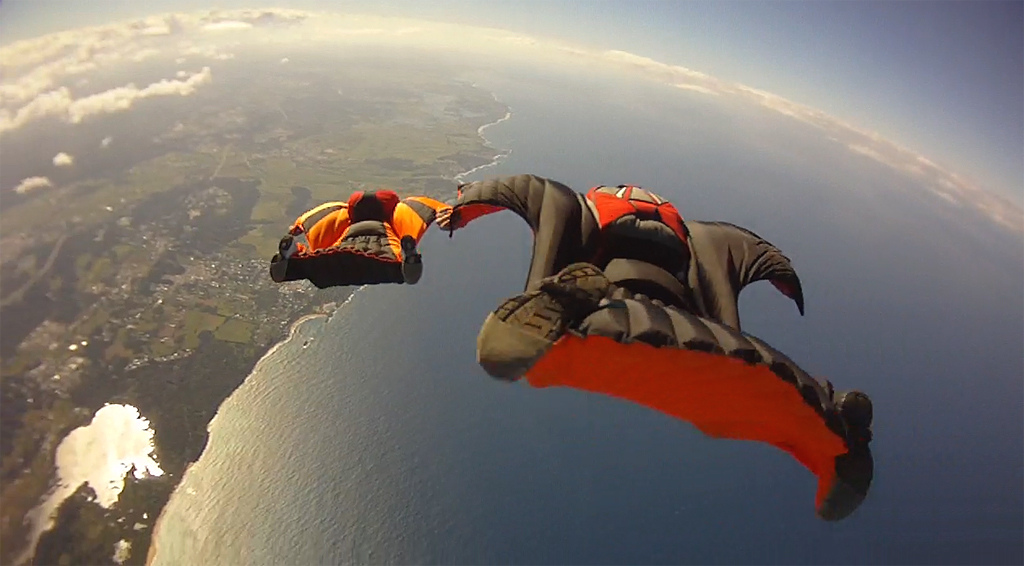
Practicants del wingsuit en formació.

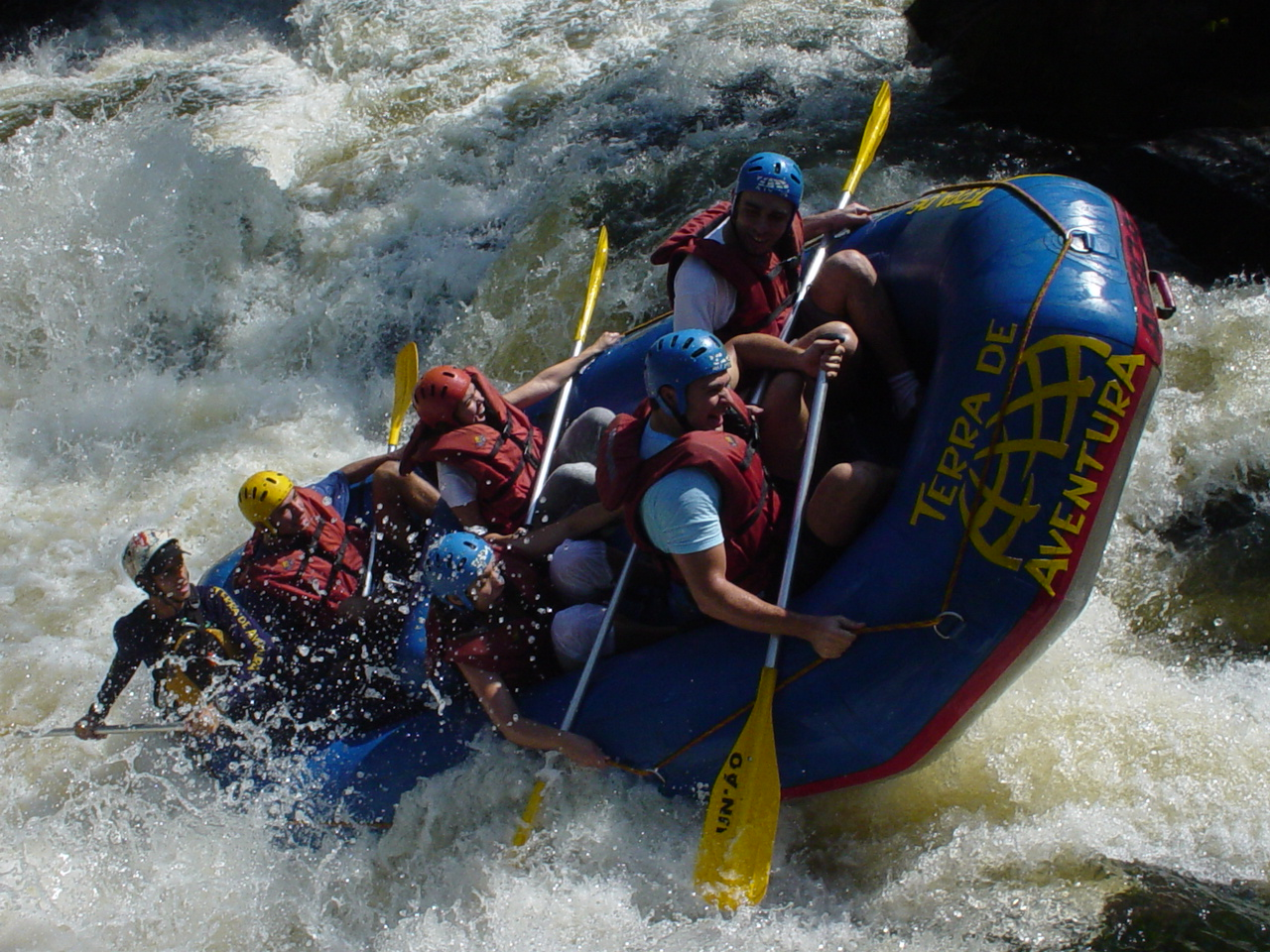
Practicants del rafting.

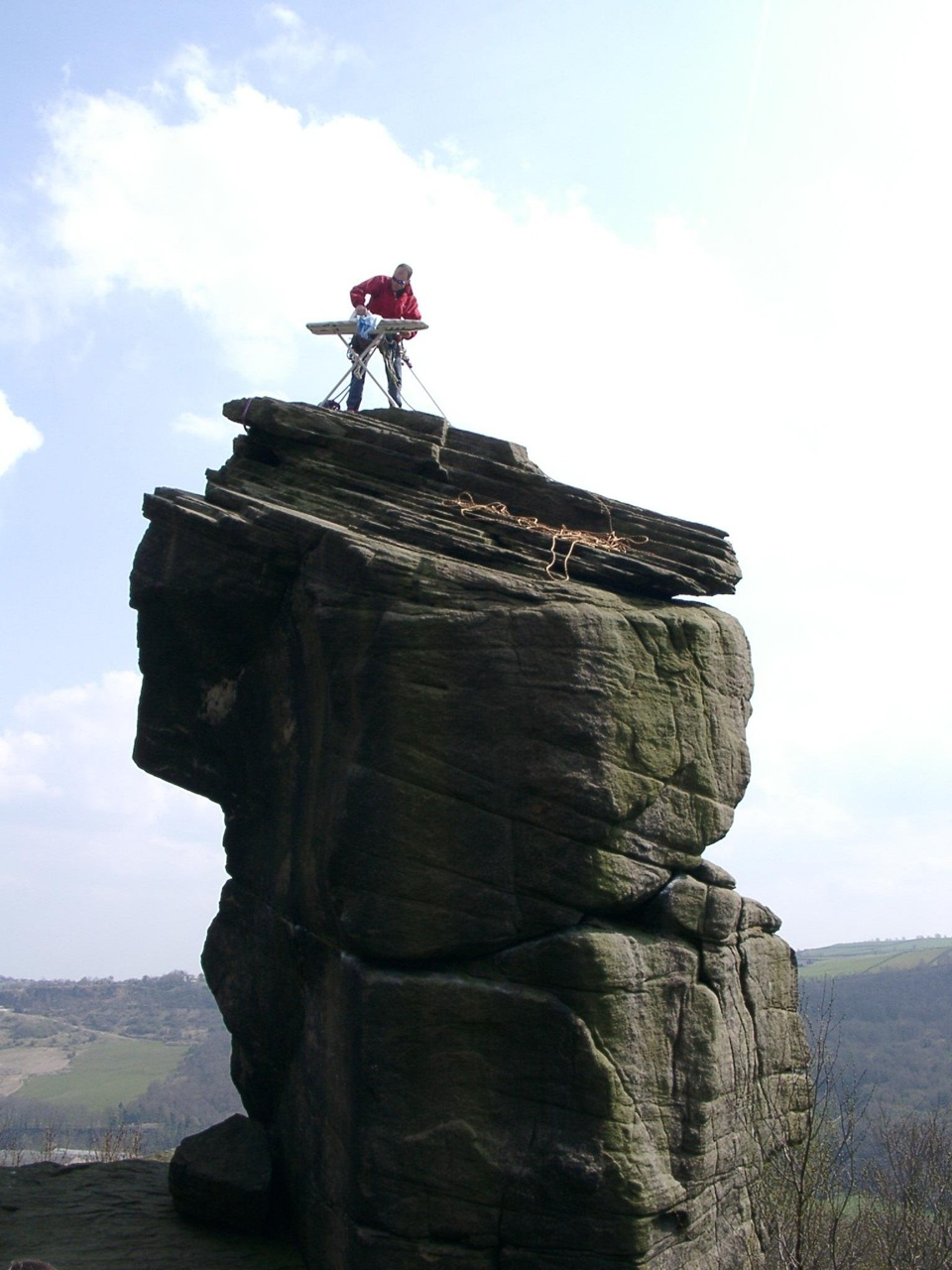
Planxada extrema dalt d'una muntanya

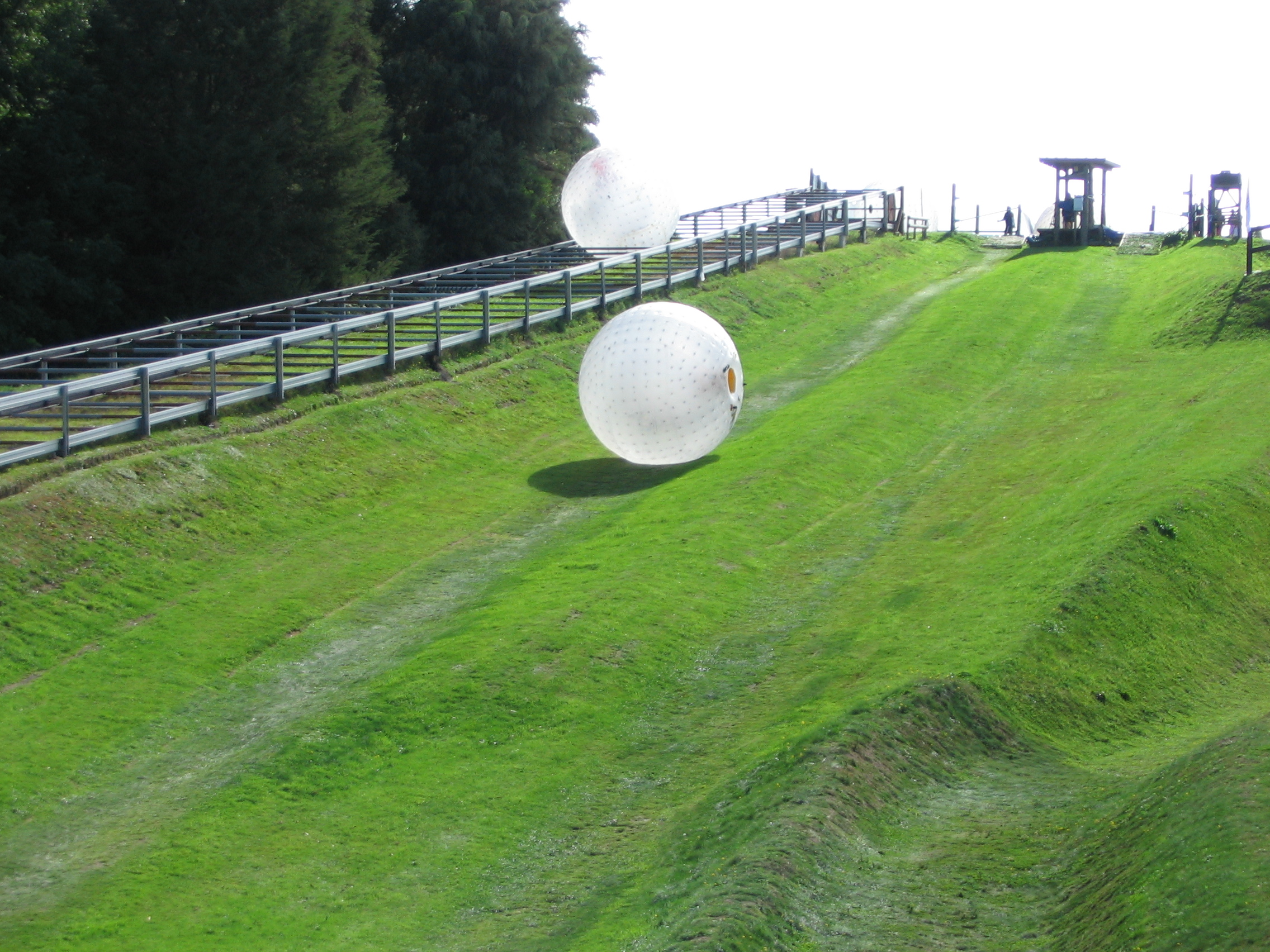
Baixada de zorbs a Rotorua, Nova Zelana

- Alpinisme

L'alpinisme és un esport que consisteix a fer ascensions a muntanyes elevades, generalment d'un cert grau de dificultat. És considerat habitualment una de les modalitats del muntanyisme. És considerat un esport de risc, ja que comporta l'existència de factors aliens al practicant, intrínsecs al medi en què es desenvolupa, els principals a tenir en compte són: La meteorologia amb ràpids i freqüents canvis(fred, la tempesta de neu, pluja, vent i la boira), les allaus de neu, el despreniment de cornises, la caiguda de masses de gel (espontanis o provocats pel mateix esportista), el despreniment de roques i les esllavissades de pedres, (també espontanis o provocats) i les escletxes a les superfícies glacials, siguin evidents o siguin cobertes per neu recent o en forma de ponts.
- Barranquisme

El barranquisme o descens de barrancs és una activitat esportiva relacionada amb l'espeleologia, el senderisme, l'escalada i l'alpinisme d'una banda, i amb els esports aquàtics per altra. Consisteix a progressar pel llit d'un barranc, podent presentar un recorregut molt variat: trams amb poc cabal o fins i tot secs, punts amb tolls i gorgs profunds i altres trams amb cascades de diverses altures, trobant també terrenys amb vegetació o desèrtics.
- Bodyboard i surf

El bodyboard és un esport basat en el lliscament sobre la superfície d'una onada sense trencar, amb una taula d'escuma sintètica d'al voltant d'1,15 metres de llargada.
El surf (o surfing) és un esport nàutic, recreatiu, que consisteix a planar amb una taula de surf sobre la cresta d'una onada a mesura que aquesta arrossega la persona practicant (surfista o surfer) cap a la costa.
- Banzai Skydiving

El paracaigudisme Banzai és una rumorosa forma de paracaigudisme en què el paracaigudista llança el seu paracaigudes per la porta de l'avió, espera i després salta darrere d'ella. Per tenir èxit, el paracaigudista ha d’agafar el paracaigudes, assegurar-lo i lliscar fins a la zona d’aterratge projectada. No se sap cap evidència creïble que hagi realitzat mai un paracaigudisme banzai respectan aquesta definició.
- Esquí de muntanya

L'esquí de muntanya, també anomenat esquí de travessa i esquí alpinisme, és una modalitat d'esquí que no requereix zones preparades ni senyalades i que té com a objectiu fer l'ascensió i el descens d'un pic, una travessa o una excursió. Esquí alpinisme és el terme més utilitzat a Europa.
Cal material i equip específic, així com una preparació física i capacitat tècnica que depassa de molt el simple domini de les habilitats de descens.
- Escalada

L'escalada és l'acció d'ascendir per un indret difícil, de pregona verticalitat, utilitzant les quatre extremitats del cos per a progressar.A Catalunya aquesta activitat està associada al moviment excursionista i es regula des de la Federació d'Entitats Excursionistes de Catalunya. L'escalada consta de múltiples disciplines i nivells segons el lloc, el medi, l'estil, etcètera. Existeixen múltiples variants, com poden ser el psicobloc (es caracteritza per escalar parets d'una altura (relativament) escassa, generalment no més de 5-6 metres, amb l'única protecció d'un matalàs), l'escalada en bloc, etc.
- Kayak

El caiac és una varietat de piragua d'un a quatre tripulants l'ús és fonamentalment esportiu. En el seu origen eren d'un sol tripulant i es feien servir per pescar i caçar. El tripulant o palista s'acomoda assegut i orientat en direcció a l'avanç, a diferència de les embarcacions de rem, i propulsa l'embarcació mitjançant una pala de doble fulla o cullera que no necessita de suport sobre el casc. En els seus dissenys tradicionals és de coberta tancada, només oberta a la "banyera" on se situen el o els palistes. Donades les seves característiques poden usar-se caiacs en aigües tranquil·les (rius, embassaments, llacs o piscines), aigües braves (rius de muntanya o canals d'aigües braves) i al mar (fins i tot en mar obert).
- Espeleologia

L'espeleologia és la ciència que estudia les coves, grutes o altres fenòmens càrstics, des de diferents punts de vista; formació, constitució, característiques físiques, formes de vida i evolució al llarg del temps. També s'anomena així l'exploració de les coves i avencs, activitat esportiva per a la qual cal un equipament tècnic adient i sovint certa preparació en escalada i submarinisme.
El freestyle scooter' (també scootering) és un esport d'acció que implica l'ús d'escúters per realitzar trucs d'estil lliure, d'una manera similar a l'skate i BMX freestyle. A les competicions de professionals s'utilitzen indoor i outdoor.
- Paracaigudisme, sobretot el salt base i el wingsuit

Les  sigles BASE signifiquen Building  (Edifici), Antenna - (Antena, xemeneies o torres de línia elèctrica),Span (Viaducte, van) i Earth (Terra:cingle, penya-segat).
El salt BASE, en l'actualitat, és considerat per molts com el més arriscat d'entre els esports extrems. El risc és considerable, però molt calculat i controlat. Els practicants d'aquest esport estudien cada salt abans de realitzar-lo i només es realitza si les condicions són les adequades per fer el salt.
Habitualment s'utilitza un sol paracaigudes especial. Un salt BASE ha de fer-se amb l'equipament específic per a salt, ja que són molt diferents les necessitats, temps d'obertura i forces que actuen en l'obertura del paracaigudes.
El wingsuit (literalment en anglès, vestit ala) és l'esport que consisteix a volar (un ésser humà) mitjançant un vestit especial que afegeix àrea superficial al cos de manera que s'aconsegueix un increment important de força de sustentació. Els wingsuits moderns, desenvolupats per primer cop a les darreries dels anys 90, creen la superfície addicional amb un teixit entre les cames i sota els braços.
- Parkour

El parkour, o art del desplaçament, és una disciplina que consisteix a desplaçar-se pel medi urbà o natural, superant els obstacles que es presenten en el camí (tanques, murs, espais buits...) de la forma més fluida i eficient possible, i servint-se únicament del propi cos. Aquesta activitat requereix una gran preparació física per a realitzar els diferents moviments (salts, passa-tanques, escalada, etc.), però a més és necessari tenir empenta i decisió, afrontant les pròpies pors en el moment de l'acció, en el qual cal tenir una gran concentració.
- Salt de pont

El salt de pont o salt amb elàstic (Bungee jumping en anglès, puénting en castellà, saut à l'élastique en francès) és un esport que consisteix a saltar amb les cames lligades a un elàstic des d'un pont o alguna estructura alta i fixa semblant. El salt consisteix en un gran balanceig o pèndol, subjectes al pont mitjançant un arnès i una corda. Des d'un extrem del pont es salta, la corda, que es troba ancorada en l'altre, ens aguanta permetent aquest gran gronxador.
- Submarinisme

El submarinisme és una activitat consistent a submergir-se sota l'aigua en tal de desenvolupar activitats en aquest mitjà. Aquesta activitat pot tenir una finalitat professional o esportiva. Dintre del vessant esportiu hi trobem des de la mera contemplació dels ambients subaquàtics fins a la pesca submarina, fotografia, vídeo, competicions d'orientació, apnea, etc. S'inclou dins la categoria d'esports de risc, però comptant amb la formació adequada i fent servir l'equipament mínim imprescindible en perfecte estat i correctament revisat el risc és mínim.
- Ràfting

El ràfting és un esport consistent en davallar per aigües braves en una llanxa pneumàtica, amb l'ajuda de pales, esquivant les roques del camí i evitant en tot moment la caiguda dels embarcats a l'aigua.
- Vol sense motor

El vol sense motor és una activitat de lleure i competició durant la qual els pilots utilitzen una aerodina anomenada planador.
- Zorbing

El Zorbing és un esport que consisteix en rodar per una baixada dins d'una esfera d'aire, generalment de transparent. El zorbing es realitza generalment en una suau pendent, però també es pot fer en una superfície plana, permetent un major control del moviment. En absència de turons, alguns operadors han construït rampes inflables, de fusta o metàl·liques. A causa de la naturalesa de les esferes, el zorbing també es pot dur a terme a l'aigua, sempre que s'infli correctament i es segelli una vegada que la persona es troba dins. El "caminar a l'aigua" utilitzant aquestes esferes s'ha popularitzat en parcs temàtics a tot el Regne Unit.